# Великий бог Пан (книга)
«Великий бог Пан» (англ. The Great God Pan) — повесть ужасов британского писателя Артура Мейчена, опубликованная в 1890 году.

## История публикации
«Великий бог Пан» — дебют Мейчена в художественной прозе, до этого вынужденного заниматься лишь литературным переводом. Для второго издания, состоявшегося в 1894 году, автор отредактировал и расширил своё произведение. Именно в таком виде текст произведения становится классическим. Вторым изданием книга вышла в издательстве Джона Лейна, специализировавшемся на выпуске декадентской литературы. Обложку книги оформил художник Обри Бердслей. Русский перевод Альберта Егазарова издан в 2002 году.

## Сюжет книги
Сюжет книги — фантастическая история, основанная на материалах ирландского фольклора. Учёный-экспериментатор доктор Реймонд решает произвести рискованный опыт на человеке. Он предполагает, что нашёл способ хирургическим путём расширить способность человека к восприятию реальности. В результате операции, проведённой им на мозге деревенской девушки по имени Мэри, она, после короткого мига приобщения к скрытой от обычных людей «реальности», лишается рассудка и впадает в идиотизм. Учёный описывает своему спутнику-наблюдателю произошедшее с ней как лицезрение языческого бога Пана, персонификацию сил природы во всём их многообразии и могуществе.
Действие книги переносится на много лет вперёд. Присутствовавший при вышеописанном эксперименте джентльмен, мистер Кларк, постоянно проживающий в Лондоне и не чуждый интереса к мистике, получает из разных источников сведения о вращающейся в высшем обществе некоей даме, прекрасной, но пугающей Элен Воген, доводящей многих общающихся с ней людей до безумия и самоубийства. Постепенно Кларк приходит к выводу о наличии связи между давним экспериментом своего друга-врача и нынешними трагедиями в столице…

## Художественные особенности
«Великий бог Пан» принадлежит к литературе рубежа XIX и XX вв. (fin de siècle), тяготевшей к фантастике с мистическим налётом. На повести лежит отпечаток неоромантизма и эстетизма.
Мейчен затрагивает и оригинально раскрывает характерные для литературы декаданса темы запретной науки, сверхчувственного и оргиастического опыта, эволюционной дегенерации. Типичен для декадентской литературы и мотив «роковой женщины», утрированный автором до степени женоненавистничества. В то же время Мейчен нестандартно раскрывает этот культурный архетип. Образ Элен Воген плавно развивает сложившуюся на протяжении XIX века традицию носительниц губительной для героя любви (вампирши в произведениях Гёте, Кольриджа, Китса, Ле Фаню), но при этом за мельком показываемым обликом роковой женщины кроется ранимая жертва сил куда более страшных и могущественных, чем герои-мужчины в состоянии себе представить.
По мнению отдельных литературных критиков, из-за тяготения автора к эстетизму многочисленные фантастические и мистические элементы сюжета воспринимаются скорее как декоративные, чем смыслообразующие.

## Реакция публики и критики
Интерес автора к запретным для викторианской эпохи темам, включая его намёки на сексуальные девиации, создал этой повести скандальную репутацию. Пуритански настроенных критиков возмутили неомифологические и неоязыческие мотивы, умело вплетённые в ткань повести.
После восторженного отзыва Лавкрафта (в статье «Сверхъестественный ужас в литературе») повесть Мейчена стала восприниматься как классика литературы ужасов. Стивен Кинг назвал её лучшей историей ужасов на английском языке.